# Hercostomus longipilosus
Hercostomus longipilosus är en tvåvingeart som beskrevs av Yang och Saigusa 2001. Hercostomus longipilosus ingår i släktet Hercostomus och familjen styltflugor.
Artens utbredningsområde är Guizhou (Kina). Inga underarter finns listade i Catalogue of Life.